# Palmarès dell'Al-Ahly Sporting Club
L'Al-Ahly Sporting Club (in arabo الأهلي‎?, al-Ahlī), meglio nota come Al-Ahly, è una società polisportiva egiziana con sede nella città del Cairo.
È la squadra più vincente del calcio egiziano, potendo annoverare nel proprio palmarès 42 campionati egiziani, 39 Coppe d'Egitto e 15 supercoppe nazionali. A livello internazionale è la seconda squadra al mondo per numero di trofei internazionali vinti (26) e la compagine più titolata d'Africa, essendosi aggiudicata 12 Coppe dei Campioni d'Africa/CAF Champions League (record), 4 Coppe delle Coppe d'Africa (record), una Coppa della Confederazione CAF, una Coppa dei Campioni afro-asiatica e 8 Supercoppe CAF (record). Nel 2000, in base al suo rendimento a livello continentale, è stato nominato miglior club africano del XX secolo dalla CAF.
Detiene il primato di partecipazioni alla Coppa del mondo per club FIFA tra le squadre appartenenti alla CAF, avendo preso parte a nove edizioni della competizione (2005, 2006, 2008, 2012, 2013, 2020, 2021, 2022, 2023); in questo torneo ha ottenuto come migliore risultato il terzo posto, centrato nelle edizioni del 2006, 2020, 2021 e 2023.

## Competizioni nazionali
- Campionato egiziano: 43  (record)

1948-1949, 1949-1950, 1950-1951, 1952-1953, 1953-1954, 1955-1956, 1956-1957, 1957-1958, 1958-1959, 1960-1961, 1961-1962, 1974-1975, 1975-1976, 1976-1977, 1978-1979, 1979-1980, 1980-1981, 1981-1982, 1984-1985, 1985-1986, 1986-1987, 1988-1989, 1993-1994, 1994-1995, 1995-1996, 1996-1997, 1997-1998, 1998-1999, 1999-2000, 2004-2005, 2005-2006, 2006-2007, 2007-2008, 2008-2009, 2009-2010, 2010-2011, 2013-2014, 2015-2016, 2016-2017, 2017-2018, 2018-2019, 2019-2020, 2022-2023
- Coppa d'Egitto: 39  (record)

1923-1924, 1924-1925, 1926-1927, 1927-1928, 1929-1930, 1930-1931, 1936-1937, 1939-1940, 1941-1942, 1942-1943, 1944-1945, 1945-1946, 1946-1947, 1948-1949, 1949-1950, 1950-1951, 1952-1953, 1955-1956, 1957-1958, 1960-1961, 1965-1966, 1977-1978, 1980-1981, 1982-1983, 1983-1984, 1984-1985, 1988-1989, 1990-1991, 1991-1992, 1992-1993, 1995-1996, 2000-2001, 2002-2003, 2005-2006, 2006-2007, 2016-2017, 2019-2020, 2021-2022, 2022-2023
- Supercoppa d'Egitto: 15  (record)

2003, 2005, 2006, 2007, 2008, 2010, 2012, 2014, 2015, 2017, 2018, 2021, 2022, 2023, 2024
- Coppa della Repubblica Araba: 1 (record)

1961
- Coppa della Federazione egiziana: 1

1989

## Competizioni regionali
- Campionato del Cairo: 15 (record)

1924-1925, 1926-1927, 1927-1928, 1930-1931, 1932-1933, 1933-1934, 1934-1935, 1935-1936, 1936-1937, 1937-1938, 1938-1939, 1941-1942, 1947-1948, 1949-1950, 1957-1958
- Coppa del Sultano Hussein: 7 (record)

1922-1923, 1924-1925, 1925-1926, 1926-1927, 1928-1929, 1930-1931, 1937-1938

## Competizioni internazionali
- Coppa dei Campioni d'Africa/CAF Champions League: 10  (record)

1982, 1987, 2001, 2005, 2006, 2008, 2012, 2013, 2019-2020, 2020-2021
- Coppa delle Coppe d'Africa: 4  (record)

1983-1984, 1984-1985, 1985-1986, 1992-1993
- Coppa della Confederazione CAF: 1

2014
- Supercoppa CAF: 8  (record)

2002, 2006, 2007, 2009, 2013, 2014, 2021 (maggio), 2021 (dicembre)
- Champions League araba: 1

1996
- Coppa delle Coppe araba: 1

1994
- Supercoppa araba: 2  (record)

1997, 1998
- Coppa dei Campioni afro-asiatica: 1

1988
- Coppa Africa-Asia-Pacifico: 1

2024

## Altri piazzamenti
- Campionato egiziano:

Secondo posto: 1966-1967, 1977-1978, 1983-1984, 1987-1988, 1990-1991, 1992-1993, 2000-2001, 2001-2002, 2002-2003, 2003-2004, 2012-2013, 2014-2015, 2020-2021
Terzo posto: 1959-1960, 1962-1963, 1982-1983, 2021-2022
- Coppa d'Egitto:

Finalista: 1925-1926, 1934-1935, 1940-1941, 1943-1944, 1951-1952, 1958-1959, 1972-1973, 1975-1976, 1996-1997, 2003-04, 2009-10, 2015, 2015-2016, 2020-2021
Semifinalista: 1997-1998, 1999-2000, 2013-2014
- Supercoppa d'Egitto:

Finalista: 2009, 2019, 2020
- CAF Champions League:

Finalista: 1983, 2007, 2017, 2018, 2021-2022
Semifinalista: 1981, 1988, 2010, 2024-2025
- Coppa della Confederazione CAF:

Semifinalista: 2015
- Supercoppa CAF:

Finalista: 1994, 2015, 2023
- African Football League:

Semifinalista: 2023
- Champions League araba:

Finalista: 1997
- Coppa del mondo per club FIFA:

Terzo posto: 2006, 2020, 2021, 2023
Quarto posto: 2012, 2022
- Coppa Intercontinentale FIFA - Challenger Cup:

Finalista: 2024